# Réalville
Réalville, connu sous la Révolution sous le nom de Garde-Mont, est une commune française située dans le centre du département de Tarn-et-Garonne, en région Occitanie.
Sur le plan historique et culturel, la commune est dans le Quercy Blanc, correspondant à la partie méridionale du Quercy, devant son nom à ses calcaires lacustres du Tertiaire.
Exposée à un climat océanique altéré, elle est drainée par l'Aveyron, la Lère, un bras de la Lère, le ruisseau de Cousteil, le ruisseau de mirabel, le ruisseau de Paris et par divers autres petits cours d'eau. La commune possède un patrimoine naturel remarquable : un site Natura 2000 (Les « vallées du Tarn, de l'Aveyron, du Viaur, de l'Agout et du Gijou »), un espace protégé (le « cours de la Garonne, de l'Aveyron, du Viaur et du Tarn ») et deux zones naturelles d'intérêt écologique, faunistique et floristique.
Réalville est une commune rurale qui compte 1 867 habitants en 2022.  Elle fait partie de l'aire d'attraction de Montauban. Ses habitants sont appelés les Réalvillois ou  Réalvilloises.

## Géographie

### Localisation
Cette commune est située dans le Quercy, sur la Lère, et sur la route nationale 20.

### Communes limitrophes
Les communes limitrophes sont Albias, Bioule, Caussade, Cayrac, Mirabel et Saint-Vincent-d'Autéjac.
|         | Saint-Vincent-d'Autéjac |          |
| Mirabel | Réalville               | Caussade |
| Albias  | Cayrac                  | Bioule   |

### Hydrographie

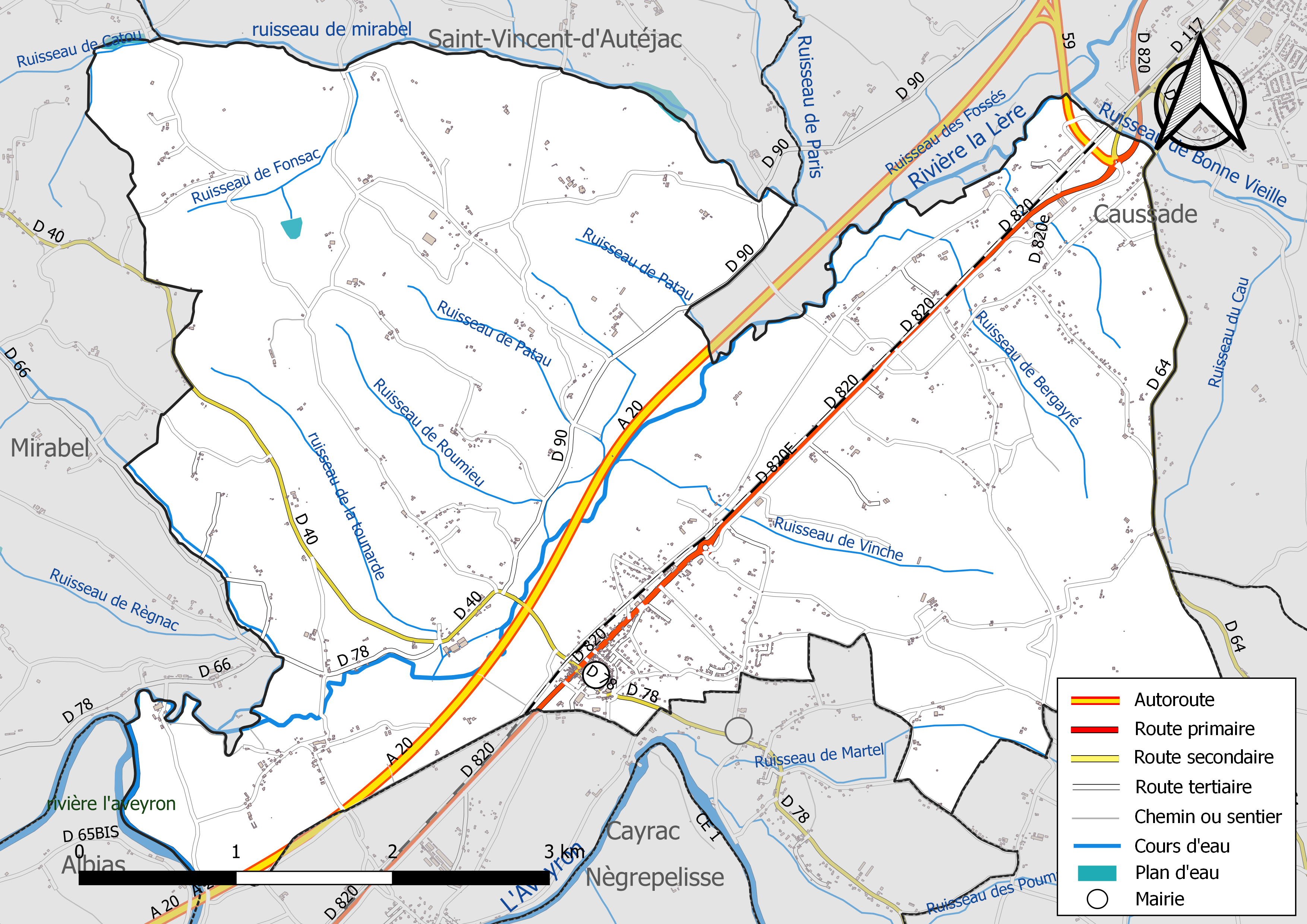
Réseaux hydrographique et routier de Réalville.

La commune est dans le bassin versant de la Garonne, au sein du bassin hydrographique Adour-Garonne. Elle est drainée par l'Aveyron, la Lère, un bras de la Lère, le ruisseau de Cousteil, le ruisseau de mirabel, le ruisseau de Paris, un bras de la Lère, le ruisseau de Bergayré, le ruisseau de Catou, le ruisseau de Fonsac, le ruisseau de la tounarde, le ruisseau de Martel, le ruisseau de Patau, le ruisseau de Patau, et par divers petits cours d'eau, constituant un réseau hydrographique de 29 km de longueur totale,.
L'Aveyron, d'une longueur totale de 291 km, prend sa source dans la commune de Sévérac d'Aveyron et s'écoule d'est en ouest. Il traverse la commune et se jette dans le Tarn à Barry-d'Islemade, après avoir traversé 60 communes.
La Lère, d'une longueur totale de 45,1 km, prend sa source dans la commune de Saillac et s'écoule du nord-est au sud-ouest. Elle traverse la commune et se jette dans l'Aveyron à Albias, après avoir traversé 14 communes.

### Climat
Pour des articles plus généraux, voir Climat de l'Occitanie et Climat de Tarn-et-Garonne.
En 2010, le climat de la commune est de type climat du Bassin du Sud-Ouest, selon une étude du Centre national de la recherche scientifique s'appuyant sur une série de données couvrant la période 1971-2000. En 2020, Météo-France publie une typologie des climats de la France métropolitaine dans laquelle la commune est exposée à un climat océanique altéré et est dans la région climatique Aquitaine, Gascogne, caractérisée par une pluviométrie abondante au printemps, modérée en automne, un faible ensoleillement au printemps, un été chaud (19,5 °C), des vents faibles, des brouillards fréquents en automne et en hiver et des orages fréquents en été (15 à 20 jours).
Pour la période 1971-2000, la température annuelle moyenne est de 13,3 °C, avec une amplitude thermique annuelle de 16 °C. Le cumul annuel moyen de précipitations est de 777 mm, avec 10,2 jours de précipitations en janvier et 5,7 jours en juillet. Pour la période 1991-2020, la température moyenne annuelle observée sur la station météorologique de Météo-France la plus proche, « Bioule », sur la commune de Bioule à 5 km à vol d'oiseau, est de 13,9 °C et le cumul annuel moyen de précipitations est de 737,9 mm. 
La température maximale relevée sur cette station est de 41,9 °C, atteinte le 26 août 2010 ; la température minimale est de −15,1 °C, atteinte le 6 février 2012,,.
Les paramètres climatiques de la commune ont été estimés pour le milieu du siècle (2041-2070) selon différents scénarios d'émission de gaz à effet de serre à partir des nouvelles projections climatiques de référence DRIAS-2020. Ils sont consultables sur un site dédié publié par Météo-France en novembre 2022.

### Milieux naturels et biodiversité

#### Espaces protégés
La protection réglementaire est le mode d’intervention le plus fort pour préserver des espaces naturels remarquables et leur biodiversité associée,.
Un  espace protégé est présent sur la commune : 
le « cours de la Garonne, de l'Aveyron, du Viaur et du Tarn », objet d'un arrêté de protection de biotope, d'une superficie de 1 262,3 ha.

#### Réseau Natura 2000

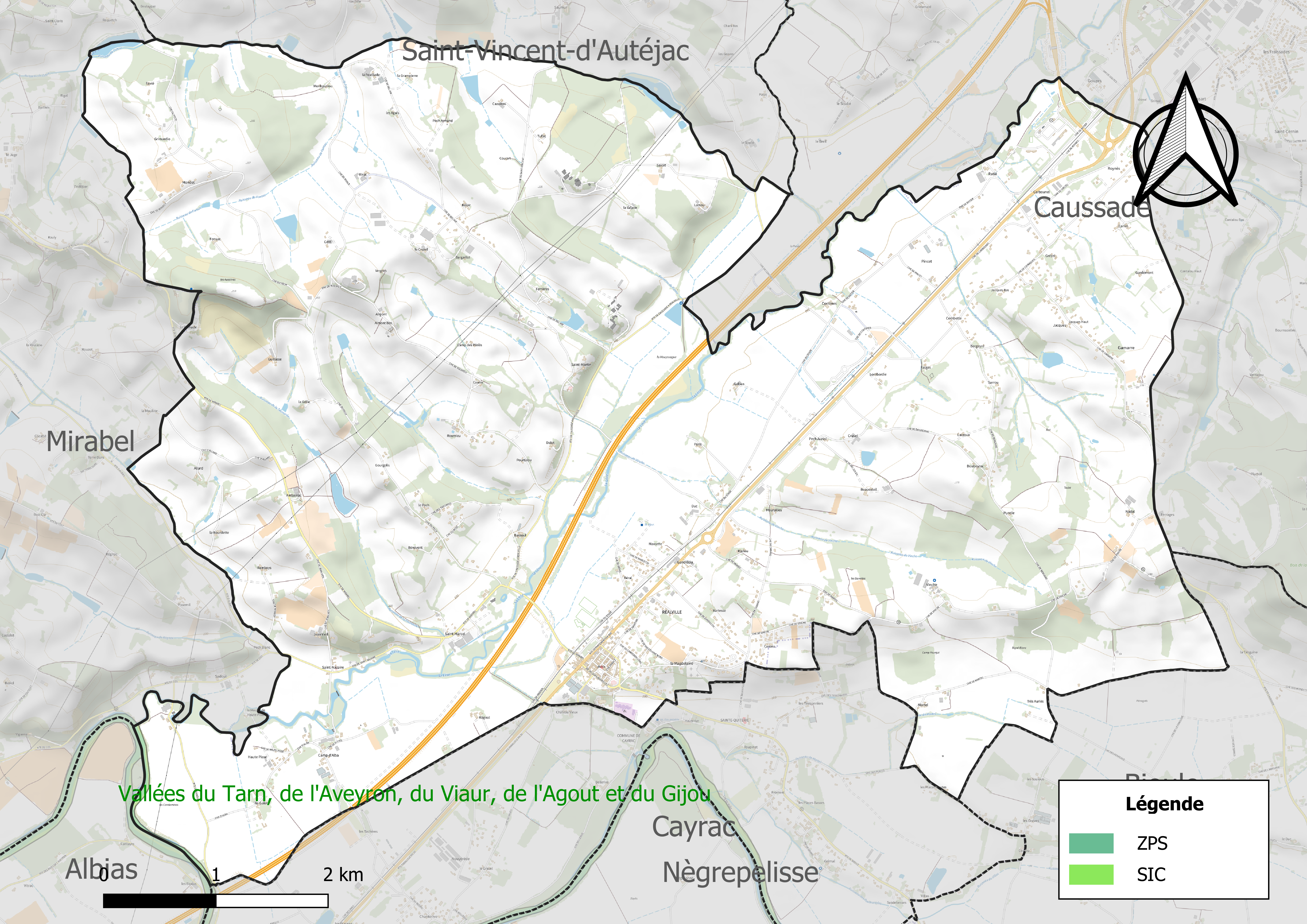
Site Natura 2000 sur le territoire communal.

Le réseau Natura 2000 est un réseau écologique européen de sites naturels d'intérêt écologique élaboré à partir des directives habitats et oiseaux, constitué de zones spéciales de conservation (ZSC) et de zones de protection spéciale (ZPS).
Un site Natura 2000 a été défini sur la commune au titre de la directive habitats : Les « vallées du Tarn, de l'Aveyron, du Viaur, de l'Agout et du Gijou », d'une superficie de 17 144 ha, s'étendant sur 136 communes dont 41 dans l'Aveyron, 8 en Haute-Garonne, 50 dans le Tarn et 37 dans le Tarn-et-Garonne. Elles présentent une très grande diversité d'habitats et d'espèces dans ce vaste réseau de cours d'eau et de gorges. La présence de la Loutre d'Europe et de la moule perlière d'eau douce est également d'un intérêt majeur.

#### Zones naturelles d'intérêt écologique, faunistique et floristique
L’inventaire des zones naturelles d'intérêt écologique, faunistique et floristique (ZNIEFF) a pour objectif de réaliser une couverture des zones les plus intéressantes sur le plan écologique, essentiellement dans la perspective d’améliorer la connaissance du patrimoine naturel national et de fournir aux différents décideurs un outil d’aide à la prise en compte de l’environnement dans l’aménagement du territoire.
Une ZNIEFF de type 1 est recensée sur la commune :
la « rivière Aveyron » (3 500 ha), couvrant 63 communes dont 38 dans l'Aveyron, cinq dans le Tarn et 20 dans le Tarn-et-Garonne et une ZNIEFF de type 2, : 
la « vallée de l' Aveyron » (14 644 ha), couvrant 68 communes dont 41 dans l'Aveyron, cinq dans le Tarn et 22 dans le Tarn-et-Garonne.

Carte des ZNIEFF de type 1 et 2 à Réalville.
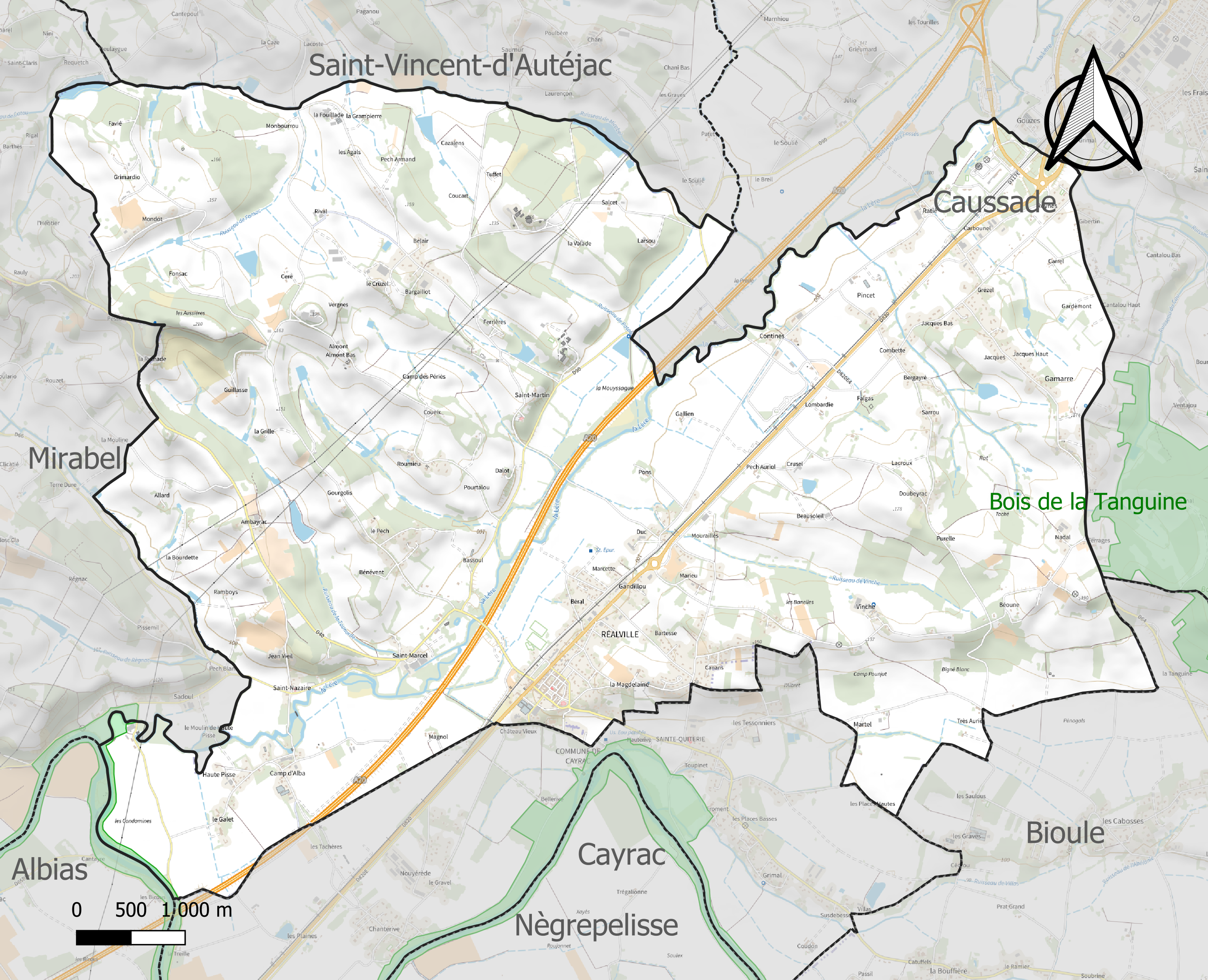
Carte de la ZNIEFF de type 1 sur la commune.
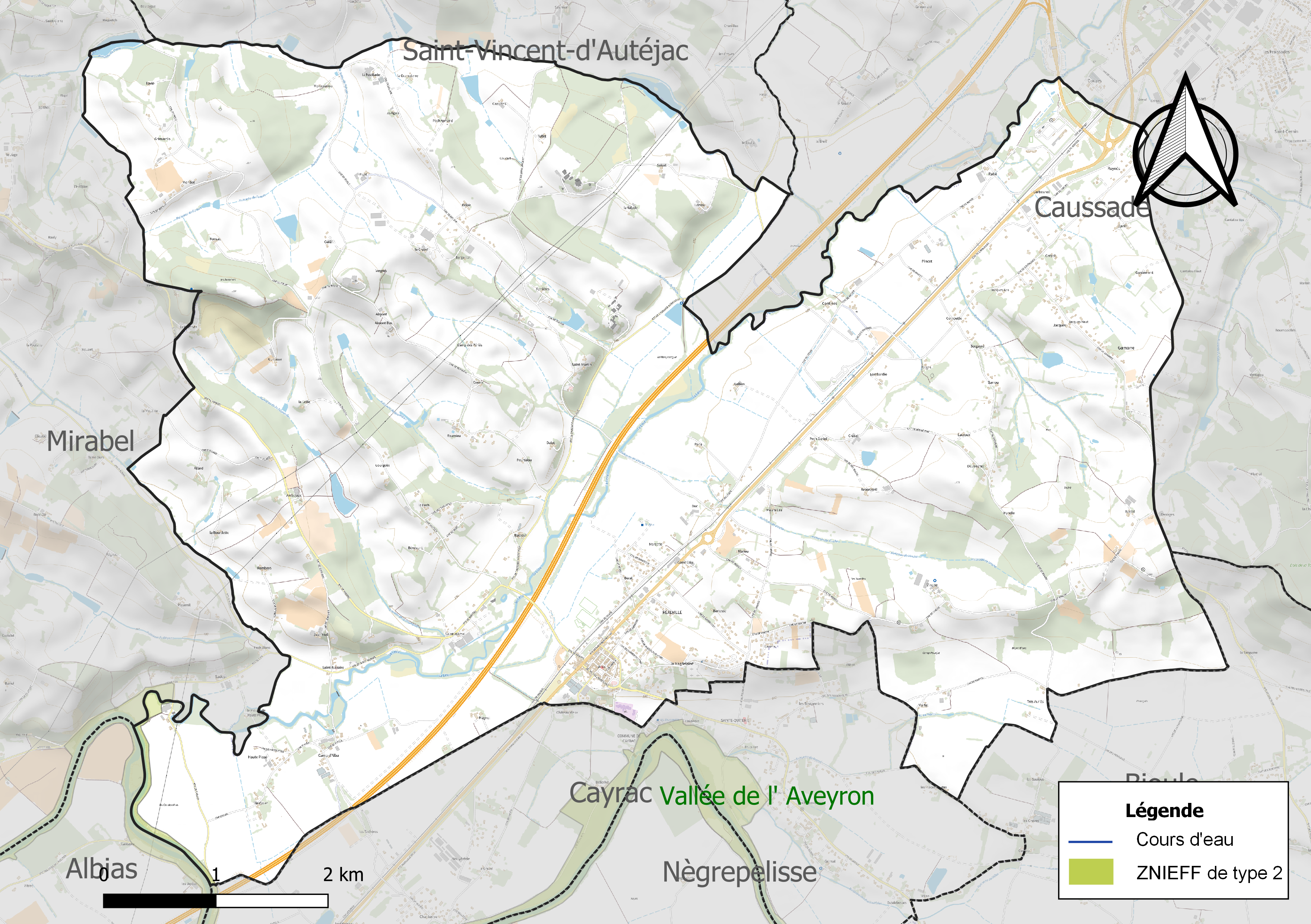
Carte de la ZNIEFF de type 2 sur la commune.

## Urbanisme

### Typologie
Au 1er janvier 2024, Réalville est catégorisée commune rurale à habitat dispersé, selon la nouvelle grille communale de densité à sept niveaux définie par l'Insee en 2022.
Elle est située hors unité urbaine. Par ailleurs la commune fait partie de l'aire d'attraction de Montauban, dont elle est une commune de la couronne,. Cette aire, qui regroupe 50 communes, est catégorisée dans les aires de 50 000 à moins de 200 000 habitants,.

### Occupation des sols

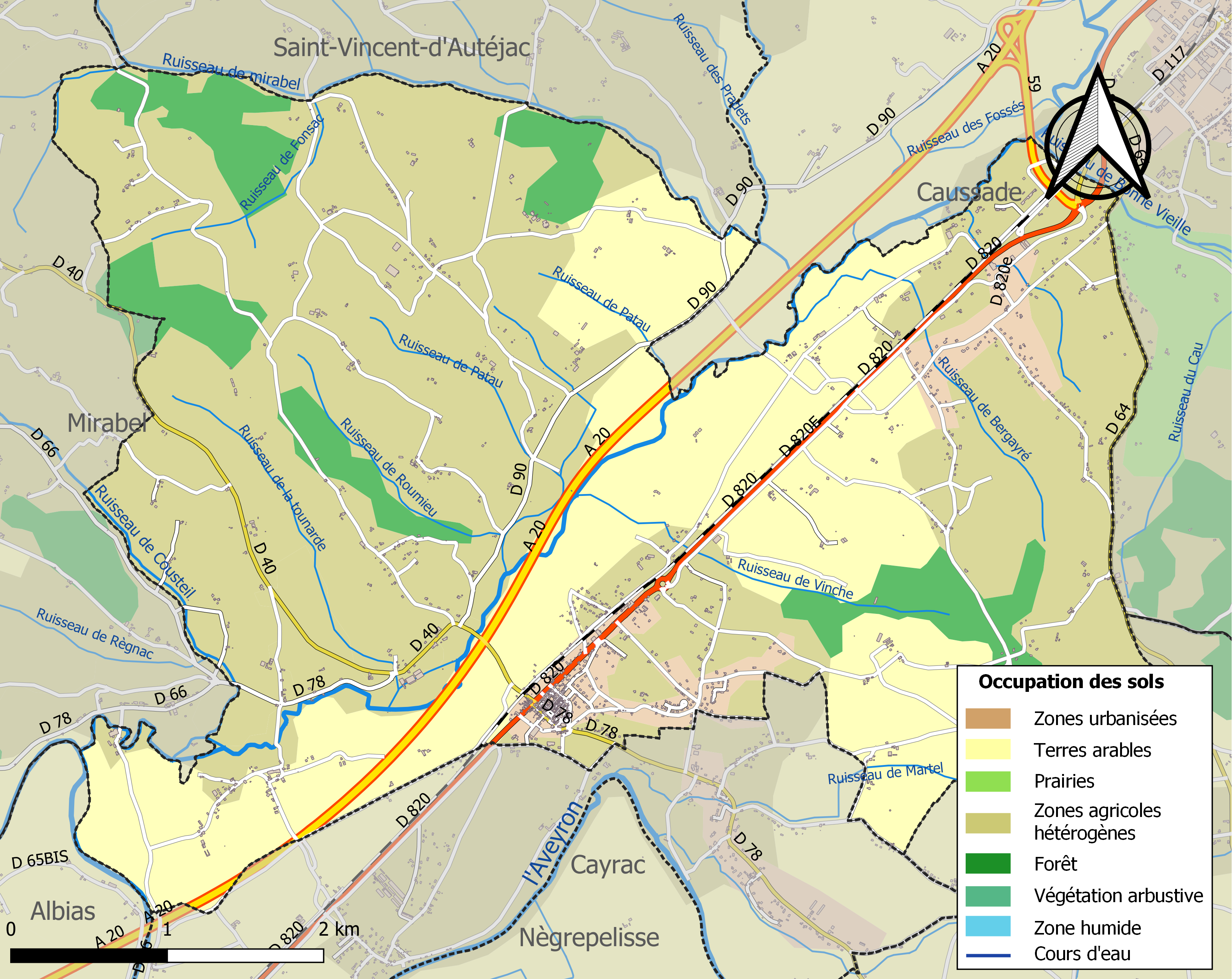
Carte des infrastructures et de l'occupation des sols de la commune en 2018 (CLC).

L'occupation des sols de la commune, telle qu'elle ressort de la base de données européenne d’occupation biophysique des sols Corine Land Cover (CLC), est marquée par l'importance des territoires agricoles (87,2 % en 2018), en diminution par rapport à 1990 (90,6 %). La répartition détaillée en 2018 est la suivante : 
zones agricoles hétérogènes (56,1 %), terres arables (31,1 %), forêts (8,6 %), zones urbanisées (4,2 %). L'évolution de l’occupation des sols de la commune et de ses infrastructures peut être observée sur les différentes représentations cartographiques du territoire : la carte de Cassini (XVIIIe siècle), la carte d'état-major (1820-1866) et les cartes ou photos aériennes de l'IGN pour la période actuelle (1950 à aujourd'hui).

### Voies de communication et transports
La ligne 203 du réseau liO relie la commune à Montauban et à Rodez.

### Risques majeurs
Le territoire de la commune de Réalville est vulnérable à différents aléas naturels : météorologiques (tempête, orage, neige, grand froid, canicule ou sécheresse), inondations, mouvements de terrains et séisme (sismicité très faible). Il est également exposé à deux risques technologiques,  le transport de matières dangereuses et la rupture d'un barrage. Un site publié par le BRGM permet d'évaluer simplement et rapidement les risques d'un bien localisé soit par son adresse soit par le numéro de sa parcelle.

#### Risques naturels
Certaines parties du territoire communal sont susceptibles d’être affectées par le risque d’inondation par débordement de cours d'eau, notamment l'Aveyron et la Lère. La cartographie des zones inondables en ex-Midi-Pyrénées réalisée dans le cadre du XIe Contrat de plan État-région, visant à informer les citoyens et les décideurs sur le risque d’inondation, est accessible sur le site de la DREAL Occitanie. La commune a été reconnue en état de catastrophe naturelle au titre des dommages causés par les inondations et coulées de boue survenues en 1982, 1983, 1988, 1992, 1993, 1995, 1999, 2001 et 2019,.
Réalville est exposée au risque de feu de forêt. Le département de Tarn-et-Garonne présentant toutefois globalement un niveau d’aléa moyen à faible très localisé, aucun Plan départemental de protection des forêts contre les risques d’incendie de forêt (PFCIF) n'a été élaboré. Le débroussaillement aux abords des maisons constitue l’une des meilleures protections pour les particuliers contre le feu,.

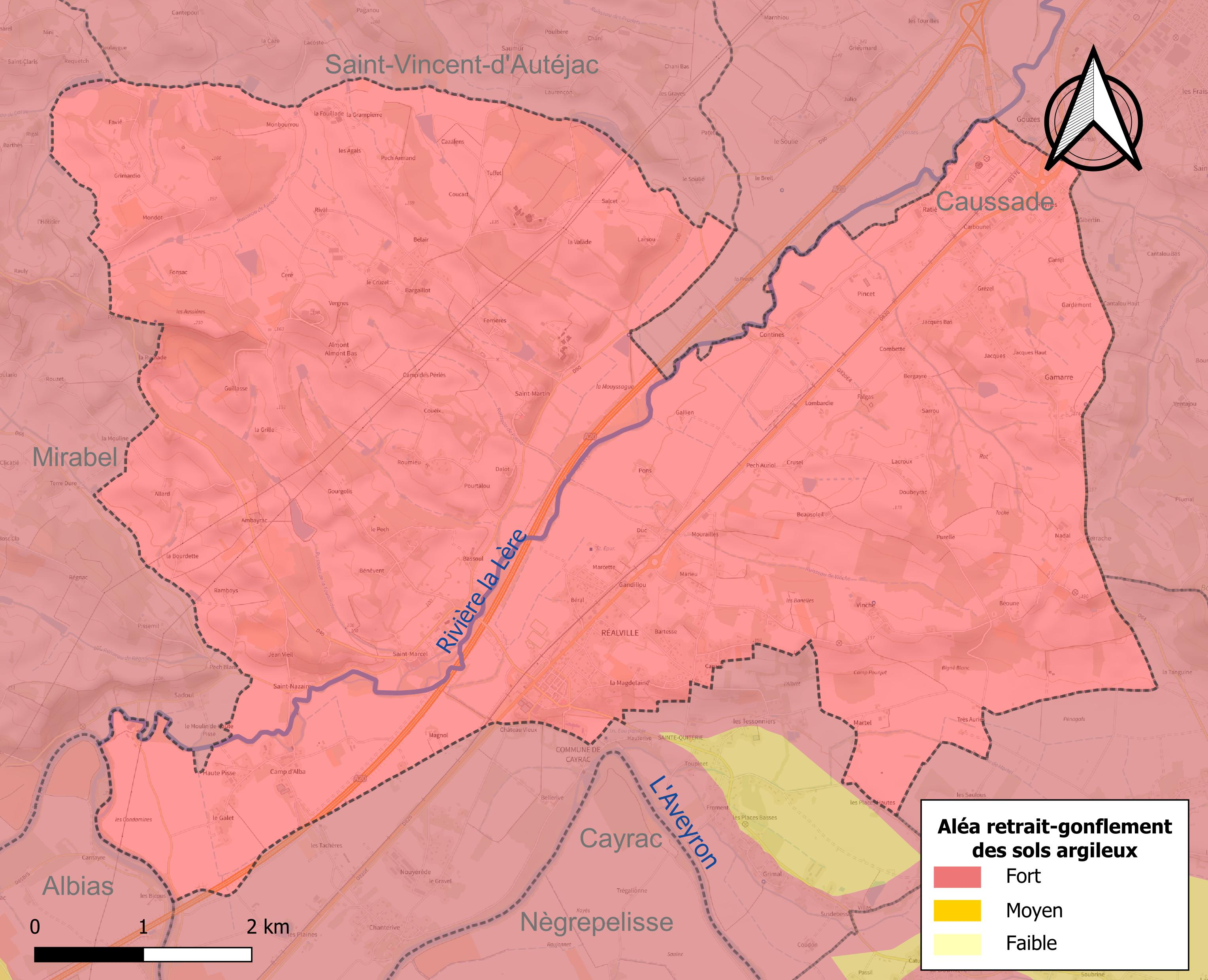
Carte des zones d'aléa retrait-gonflement des sols argileux de Réalville.

Les mouvements de terrains susceptibles de se produire sur la commune sont des tassements différentiels.
Le retrait-gonflement des sols argileux est susceptible d'engendrer des dommages importants aux bâtiments en cas d’alternance de périodes de sécheresse et de pluie. La totalité de la commune est en aléa moyen ou fort (92 % au niveau départemental et 48,5 % au niveau national). Sur les 800 bâtiments dénombrés sur la commune en 2019, 800 sont en aléa moyen ou fort, soit 100 %, à comparer aux 96 % au niveau départemental et 54 % au niveau national. Une cartographie de l'exposition du territoire national au retrait gonflement des sols argileux est disponible sur le site du BRGM,.
Par ailleurs, afin de mieux appréhender le risque d’affaissement de terrain, l'inventaire national des cavités souterraines permet de localiser celles situées sur la commune.
Concernant les mouvements de terrains, la commune a été reconnue en état de catastrophe naturelle au titre des dommages causés par la sécheresse en 1989, 1991, 1992, 1997, 1998, 2003, 2008, 2011 et 2012 et par des mouvements de terrain en 1999.

#### Risques technologiques
Le risque de transport de matières dangereuses sur la commune est lié à sa traversée par des infrastructures routières ou ferroviaires importantes ou la présence d'une canalisation de transport d'hydrocarbures. Un accident se produisant sur de telles infrastructures est susceptible d’avoir des effets graves sur les biens, les personnes ou l'environnement, selon la nature du matériau transporté. Des dispositions d’urbanisme peuvent être préconisées en conséquence.
La commune est en outre située en aval du barrage de Pareloup, un ouvrage de classe A dans l'Aveyron sur les rivières Aveyron et Viaur, disposant d'une retenue de 169 millions de mètres cubes. À ce titre elle est susceptible d’être touchée par l’onde de submersion consécutive à la rupture de cet ouvrage.

## Toponymie
Le nom Réalville vient du latin « Regalis villa » signifiant « ville royale » ou « ville du roi ».
Durant la Révolution, la commune porte le nom de Garde-Mont.
Ses habitants sont appelés les Réalvillois.

## Histoire
Cette ville fut fondée par le roi Philippe le Bel et bâtie au lieu de Gardemont ; elle remplaça celle qui existait à Almont qui fut alors démolie et dont les matériaux servirent en partie à l'édification de la ville nouvelle. Philippe le Bel donna à Réalville la Charte des Coutumes par un arrêt daté de Poissy en janvier 1310, date considérée comme celle de la fondation de la ville.
De 1939 à 1940, un camp d'internement a été établi sur le territoire communal, accueillant les 533e et 534e Groupements de travailleurs étrangers, Compagnie de travailleurs étrangers jusqu'en juin 1940.

## Politique et administration

### Liste des maires
| Période                                  | Période   | Identité             | Étiquette | Qualité                                        |
| ---------------------------------------- | --------- | -------------------- | --------- | ---------------------------------------------- |
| 1836                                     |           | Antoine Lafon        |           |                                                |
|                                          |           |                      |           |                                                |
| avant 1951                               | ?         | Donatien Besombes    | SFIO      | Forgeron                                       |
|                                          |           |                      |           |                                                |
| mars 1989                                | mars 2001 | Jean-Paul Vives      |           |                                                |
| mars 2001                                | mars 2008 | Claude Bonnefoi      |           |                                                |
| mars 2008                                | 2020      | Jean-Claude Bertelli | DVD       | Vétérinaire retraité, conseiller départemental |
| 2020                                     | En cours  | André Mourgues       |           |                                                |
| Les données manquantes sont à compléter. |           |                      |           |                                                |

## Démographie
| 1793  | 1800  | 1806  | 1821  | 1831  | 1836  | 1841  | 1846  | 1851  |
| ----- | ----- | ----- | ----- | ----- | ----- | ----- | ----- | ----- |
| 2 500 | 2 720 | 2 724 | 2 732 | 3 030 | 3 021 | 3 029 | 3 076 | 2 576 |

| 1856  | 1861  | 1866  | 1872  | 1876  | 1881  | 1886  | 1891  | 1896  |
| ----- | ----- | ----- | ----- | ----- | ----- | ----- | ----- | ----- |
| 1 891 | 1 815 | 1 728 | 1 662 | 1 621 | 1 430 | 1 398 | 1 377 | 1 357 |

| 1901  | 1906  | 1911  | 1921  | 1926  | 1931  | 1936  | 1946  | 1954  |
| ----- | ----- | ----- | ----- | ----- | ----- | ----- | ----- | ----- |
| 1 348 | 1 373 | 1 361 | 1 083 | 1 076 | 1 109 | 1 071 | 1 146 | 1 215 |

| 1962  | 1968  | 1975  | 1982  | 1990  | 1999  | 2005  | 2006  | 2010  |
| ----- | ----- | ----- | ----- | ----- | ----- | ----- | ----- | ----- |
| 1 265 | 1 302 | 1 433 | 1 421 | 1 475 | 1 541 | 1 735 | 1 725 | 1 849 |

| 2015  | 2020  | 2022  | - | - | - | - | - | - |
| ----- | ----- | ----- | - | - | - | - | - | - |
| 1 889 | 1 865 | 1 867 | - | - | - | - | - | - |

## Économie

### Revenus
En 2018, la commune compte 797 ménages fiscaux, regroupant 1 945 personnes. La médiane du revenu disponible par unité de consommation est de 19 910 € (20 140 € dans le département).

### Emploi
|                | 2008  | 2013   | 2018   |
| -------------- | ----- | ------ | ------ |
| Commune        | 9,6 % | 11,2 % | 11,1 % |
| Département    | 8,4 % | 10,2 % | 10,3 % |
| France entière | 8,3 % | 10 %   | 10 %   |

En 2018, la population âgée de 15 à 64 ans s'élève à 1 131 personnes, parmi lesquelles on compte 76,7 % d'actifs (65,5 % ayant un emploi et 11,1 % de chômeurs) et 23,3 % d'inactifs,. Depuis 2008, le taux de chômage communal (au sens du recensement) des 15-64 ans est supérieur à celui de la France et du département.
La commune fait partie de la couronne de l'aire d'attraction de Montauban, du fait qu'au moins 15 % des actifs travaillent dans le pôle,. Elle compte 343 emplois en 2018, contre 350 en 2013 et 389 en 2008. Le nombre d'actifs ayant un emploi résidant dans la commune est de 747, soit un indicateur de concentration d'emploi de 45,8 % et un taux d'activité parmi les 15 ans ou plus de 57 %.
Sur ces 747 actifs de 15 ans ou plus ayant un emploi, 137 travaillent dans la commune, soit 18 % des habitants. Pour se rendre au travail, 89,4 % des habitants utilisent un véhicule personnel ou de fonction à quatre roues, 1,4 % les transports en commun, 3,5 % s'y rendent en deux-roues, à vélo ou à pied et 5,7 % n'ont pas besoin de transport (travail au domicile).

### Activités hors agriculture

#### Secteurs d'activités
143 établissements sont implantés  à Réalville au 31 décembre 2019. Le tableau ci-dessous en détaille le nombre par secteur d'activité et compare les ratios avec ceux du département,.
| Secteur d'activité                                                                                        | Commune | Commune | Département |
| Secteur d'activité                                                                                        | Nombre  | %       | %           |
| --- | ------- | ------- | ----------- |
| Ensemble                                                                                                  | 143     | 100 %   | (100 %)     |
| Industrie manufacturière, industries extractives et autres                                                | 23      | 16,1 %  | (9,6 %)     |
| Construction                                                                                              | 25      | 17,5 %  | (14,9 %)    |
| Commerce de gros et de détail, transports, hébergement et restauration                                    | 42      | 29,4 %  | (29,7 %)    |
| Information et communication                                                                              | 2       | 1,4 %   | (1,9 %)     |
| Activités financières et d'assurance                                                                      | 5       | 3,5 %   | (3,4 %)     |
| Activités immobilières                                                                                    | 4       | 2,8 %   | (3,3 %)     |
| Activités spécialisées, scientifiques et techniques et activités de services administratifs et de soutien | 15      | 10,5 %  | (14,1 %)    |
| Administration publique, enseignement, santé humaine et action sociale                                    | 18      | 12,6 %  | (13,6 %)    |
| Autres activités de services                                                                              | 9       | 6,3 %   | (9,3 %)     |

Le secteur du commerce de gros et de détail, des transports, de l'hébergement et de la restauration est prépondérant sur la commune puisqu'il représente 29,4 % du nombre total d'établissements de la commune (42 sur les 143 entreprises implantées  à Réalville), contre 29,7 % au niveau départemental.

#### Entreprises et commerces
Les cinq entreprises ayant leur siège social sur le territoire communal qui génèrent le plus de chiffre d'affaires en 2020 sont : 
- SARL Caribou TG, fabrication d'autres produits alimentaires n.c.a. (2 191 k€)
- A2Ms, mécanique industrielle (1 777 k€)
- Boucherie Pinto, commerce de détail de viandes et de produits à base de viande en magasin spécialisé (1 182 k€)
- Novacis, ingénierie, études techniques (1 144 k€)
- Chaussures Patrick Faure, commerce de détail de la chaussure (232 k€)

### Agriculture
La commune est dans le « Bas-Quercy de Montpezat », une petite région agricole couvrant une bande nord  du département de Tarn-et-Garonne. En 2020, l'orientation technico-économique de l'agriculture  sur la commune est la polyculture et/ou le polyélevage. 
|               | 1988  | 2000  | 2010  | 2020  |
| ------------- | ----- | ----- | ----- | ----- |
| Exploitations | 80    | 63    | 48    | 33    |
| SAU (ha)      | 1 762 | 1 686 | 1 612 | 1 384 |

Le nombre d'exploitations agricoles en activité et ayant leur siège dans la commune est passé de 80 lors du recensement agricole de 1988  à 63 en 2000 puis à 48 en 2010 et enfin à 33 en 2020, soit une baisse de 59 % en 32 ans. Le même mouvement est observé à l'échelle du département qui a perdu pendant cette période 57 % de ses exploitations,. La surface agricole utilisée sur la commune a également diminué, passant de 1 762 ha en 1988 à 1 384 ha en 2020. Parallèlement la surface agricole utilisée moyenne par exploitation a augmenté, passant de 22 à 42 ha.

## Culture locale et patrimoine

### Lieux et monuments
- Église Saint-Jean-Baptiste de Réalville.
- Église Saint-Martin-de-Lastours de Saint-Martin.
- Église Saint-Nazaire de Saint-Nazaire. L'édifice est référencé dans la base Mérimée et à l'Inventaire général Région Occitanie[47]. De nombreux objets sont référencés dans la base Palissy (voir les notices liées)[47].
- La place nationale et toutes les façades et toitures des bâtiments qui l'entourent ont été inscrits au titre des monuments historiques[48].
- Le pigeonnier polygonal en brique soutenu par huit piliers cylindriques en pierre situé au lieu-dit Martel est inscrit monument historique[49].
- Le château de Lastours ainsi que sa terrasse sud et son jardin est inscrit monument historique[50].
- Le domaine des Contines de Las Barros est un ensemble rural du XIXe siècle comprenant une maison de maître et diverses dépendances dont un rucher et un four-pigeonnier, et est inscrit monument historique[51].
- Ancienne abbaye Saint-Marcel.
- Butte d'Almont avec souterrain-refuge[52].

### Personnalités liées à la commune
- Famille Alies, magistrats.
- Étienne Roda-Gil (1941-2004) a passé son enfance dans le village ; ses parents, d'origine espagnole, ont sans doute fait partie du 533e ou du 534e Groupement de travailleurs étrangers.

### Héraldique
| Réalville | Son blasonnement est : D'azur aux trois fleurs de lys d'or. |

## Pour approfondir